# Asota concana
Asota concana är en fjärilsart som beskrevs av Moore 1878. Asota concana ingår i släktet Asota och familjen nattflyn. Inga underarter finns listade i Catalogue of Life.